# Scala Regia

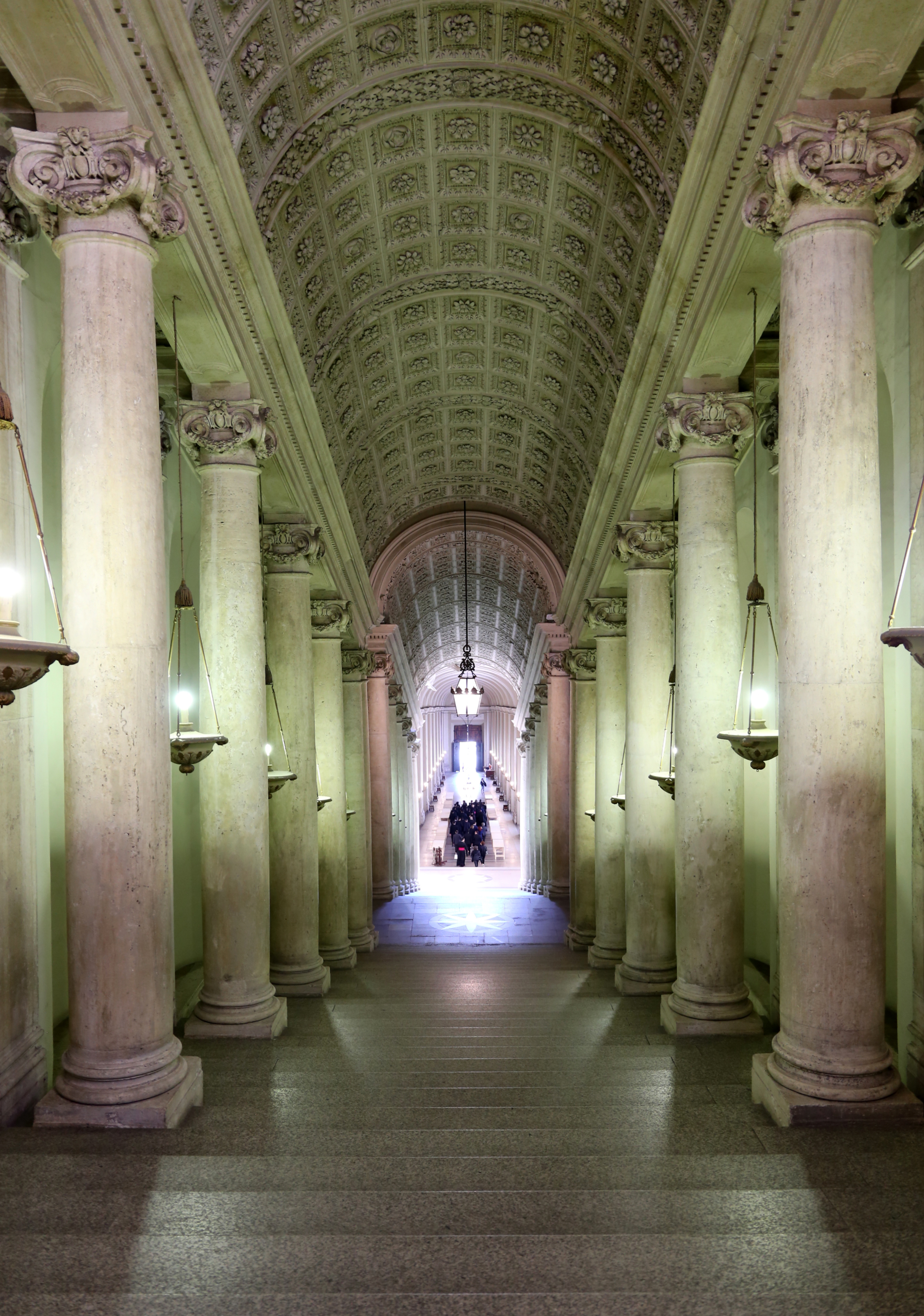
Scala Regia, vista através da Porta de Bronze

A Scala Regia é um impressionante lance de escadas no Palácio Apostólico da Cidade do Vaticano e faz parte da entrada cerimonial do Vaticano. Num sentido mais amplo, o novo Zanichelli define-a como a principal escadaria dos edifícios.

## História
Foi construída por Antonio da Sangallo, o Jovem nos primeiros anos do século XVI, para ligar os palácios apostólicos à Basílica de São Pedro no Vaticano e foi significativamente remodelada por Gian Lorenzo Bernini de 1663 para 1666.
O local, uma faixa relativamente estreita do terreno íngreme entre a igreja e o palácio, é delimitado por muros irregulares convergentes. Bernini utilizou uma série de efeitos barrocos tipicamente teatrais para melhorar este ponto de entrada no Vaticano.

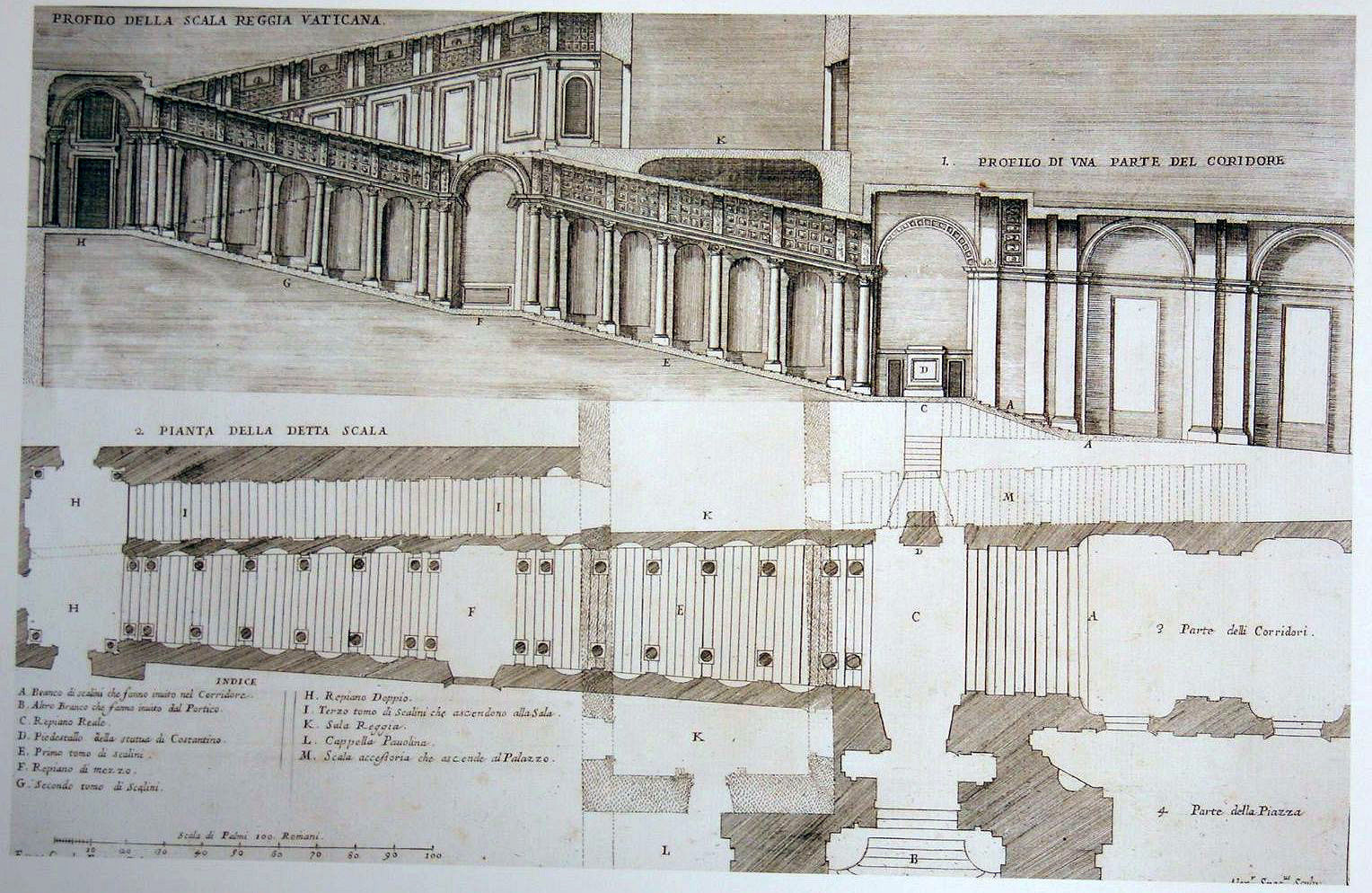
Planta e perfil da Scala Regia após as intervenções de Bernini. Imagem retirada de: Templum vaticanum et ipsius origo, Roma, 1694.

A rampa assume a forma de uma colunata voltada para a abóbada de berço que se torna necessariamente mais estreita no topo, alargando o comprimento do percurso aos olhos do observador através de uma perspectiva forçada. Acima do arco, no início da rampa, encontra-se o brasão do Papa Alexandre VII, ladeado por dois anjos esculpidos.
Na base da escadaria, Bernini colocou a sua estátua equestre do imperador romano Constantino (1670). A intenção era mostrar o acontecimento, antes da batalha da Ponte Mílvia, quando em Saxa Rubra, a norte de Roma, ao longo do Tibre, Constantino teve a visão da cruz com a frase "In hoc signo vinces".
Posteriormente, do outro lado do átrio, foi colocada a estátua equestre de Carlos Magno, obra de Agostino Cornacchini (1725).